# Мішково-Погорілівська сільська територіальна громада
Мішково-Погорілівська сільська територіальна громада — територіальна громада в Україні, у Миколаївському районі Миколаївської області. Адміністративний центр — село Мішково-Погорілове.
Утворена 19 вересня 2019 року шляхом об'єднання Коларівської та Мішково-Погорілівської сільських рад Вітовського району.

## Населені пункти
До складу громади входять 7 населених пунктів — 3 села: Добра Надія, Мішково-Погорілове, Ясна Поляна і 4 селища: Зайчівське, Капустине, Каравелове та Святомиколаївка.